# Lappvesi bondeuppror 1551–1553
Lappvesi bondeuppror var ett bondeuppror som ägde rum i det då svenska södra Karelen mellan 1551 och 1553 och riktade sig mot betungande skatteuttag och mot besvärande inkvartering vid ting.
Hösten 1551 reste en sjumannadeputation till Stockholm för att klaga över situationen. Kung Gustav Vasa uppmanade gruppen att återkomma i ärendet på våren 1552. När man var tillbaka spred medlemmarna grundlösa uppgifter om att kungen hade utlovat två ting.
Bonden Maunu Pekanpoika Nyrhi förhindrade våren 1552 skatteuppbörden vid Lappvesi. Sommaren samma år gick man åter till kungs, men kungen gav inget entydigt svar. På hösten skickade Gustav Vasa ett brev vari han avvisade böndernas krav på skattelättnader. Därför gick slottsherren på Olofsborg Henrik Klasson Horn och Gustaf Fincke till angrepp. Nyrhi ville bara gå med på två årliga ting, och påstod att kungen hade slopat två andra. Situationen upplöstes och resulterade slutligen i att upprorsledaren Nyrhi avrättades 1553.